# Det Konservative Folkeparti
Det Konservative Folkeparti, KF, oftest blot de Konservative (K), er et konservativt politisk parti i Danmark. Partiet blev stiftet i 22. februar 1916, men kan føre dets historie tilbage til etableringen af partiet Højre i 1848. De konservative havde deres storhedstid under 2. verdenskrig samt sidst i 1960'erne og endelig (og især) i 1980'erne, hvor partiet blev ledet af Poul Schlüter, partiets eneste statsminister. Ved et enkelt valg i 1980'erne, nemlig Europa-Parlamentsvalget 1984, formåede partiet endog at blive landets største parti. Politisk ligger partiet tæt på sine skandinaviske søsterpartier, det norske Høyre og det svenske Moderaterna, men har en mere traditionsbundet indstilling til institutioner som nationen, familien og kirken. Segmenter af partiet regnes som henholdsvis liberal-, social- og nationalkonservative.
På stemmesedlerne benytter partiet bogstavet "C". Med 10 mandater er de Konservative Folketingets 7. største parti, mens Pernille Weiss er valgt til Europa-Parlamentet. Mellem 2001 og 2011 var Det Konservative Folkeparti og Venstre regeringspartnere med støtte fra Dansk Folkeparti. Fra 2016 til 2019 var Det Konservative Folkeparti en del af en koalitionsregering med Venstre og Liberal Alliance.
Søren Pape Poulsen var fra 2014 og til sin død i marts 2024 politisk leder og formand i partiorganisationen.
Formanden og den politiske leder er ikke nødvendigvis den samme person, som det gør sig gældende i andre partier. Den politiske leder er valgt af folketingsgruppen og tegner partiets politik, mens partiets formand vælges af Landsrådet, som er højeste myndighed i alle politiske spørgsmål.

## Partiprogram
Partiets formålsparagraf lyder: »Det Konservative Folkeparti har til formål at samle alle, der tilslutter sig partiets program, og at virke for udbredelsen af konservative holdninger.« Partiet lægger stor vægt på ideologien. Det fremhæver selv 1700-tallets engelsk-irske forfatter og politiker Edmund Burke som den første store konservative tænker. Idet konservatismen ikke er fastlagt af et sæt dogmer, vil det være mere korrekt at sige, at De Konservative snarere baserer sig på et sæt af holdninger og værdier.
Partiet går ind for individuel frihed og ansvar, markedsøkonomi, privat ejendomsret, fællesskabets betydning for individet, en reformering, modernisering og begrænsning af den offentlige sektor, decentralisering, et effektivt og tidssvarende totalforsvar, øget samarbejde med EU under respekt for national egenart, samt en vægtning af det nationale, historien og traditionen ved »at forandre for at bevare.« De Konservative betoner værdien af det nationale fællesskab og folkekirkens betydning forholdsvis stærkt, og Lene Espersen har fremhævet »kongehuset, folkekirken, folkeskolen og forsvaret« som Danmarks vigtigste samfundsbærende institutioner.
De Konservative opsummerer selv deres værdigrundlag sådan:
- Fællesskabet skal tage ansvar overfor de svageste.
- Individet skal have størst mulig frihed og ansvar for eget liv.
- Man skal belønnes for at yde en ekstra indsats.
- Man skal kunne forvalte en større del af sine egne penge.
- Statens udgifter skal holdes nede og ikke overleveres til næste generation.
- Den økonomiske politik skal være ansvarlig og evne at prioritere.
- Værne om dansk kultur, traditioner og kristne værdier.

I dag fremhæver partiet specielt følgende politiske sager:
- Et reduceret skattetryk; af den sidst tjente krone skal ingen betale mere end halvdelen i skat.[11]
- Aktiv forebyggelse af livstilsygdomme og fedmeepidemier; livstruende sygdomme skal have højeste prioritet.[12]
- Et mål om at være uafhængig af fossile energikilder i 2050; øget udbygning af havvindmøller.[13]
- Et trygt Danmark uden terror og umotiveret vold; en streng justitspolitik hvor kriminelle straffes konsekvent og hårdt.[14]

## Organisation
De Konservative er organiseret i flere niveauer, hvoraf lokalforeningerne (»vælgerforeningerne«), én for hver kommune, danner grundlaget for partiets virksomhed. Det er lokalforeningernes opgave at indstille kandidater til kommunalbestyrelser, regionsråd og Folketinget, samt at fungere som samlingssted for konservative vælgere.
Partiets årlige landsmøde (»landsråd«) afholdes i efteråret, og det er åbent for alle medlemmer. Landsmødet er partiets øverste myndighed i alle politiske spørgsmål. F.eks. vedtager det partiets politiske program og vælger partiets hovedbestyrelse. Hovedbestyrelsen udgøres af 43 personer, hvori partiets ministre, flere folketingsmedlemmer, en del lokalpolitikere og andre sidder. Forretningsudvalget består af syv personer, heriblandt partiets formand, organisatoriske og kommunalpolitiske næstformand, gruppeformanden i Folketinget og generalsekretæren. Forretningsudvalget varetager partiets daglige drift sammen med folketingsgruppen og partiets administrativt ansatte. Partiformanden er formelt chef for partiets organisationsapparat med kontoret i Nyhavn. Rollen er i høj grad ceremoniel, og generalsekretæren har sædvanligvis stort spillerum.
Folketingsgruppen har en meget stærk position i Det Konservative Folkeparti. Folketingsgruppen vælger sin egen formand og partiets politiske leder, og fordeler de politiske ordførerposter. Gruppeformanden spiller en mere central rolle i Det Konservative Folkeparti end i mange andre partier, især når partiet sidder i opposition. Gruppeformanden kontrollerer partiets sekretariat og pressetjeneste på Christiansborg. Den politiske leder fremstår som partileder i egentlig forstand, og fungerer til enhver tid som statsministerkandidat. Den politiske ordfører gør sig gældende i de overordnede debatter i Folketinget, men ellers fremmes partiets politiske synspunkter af ordførere på de specifikke emneområder.
Det Konservative Folkepartis sideorganisationer er Konservativ Ungdom (KU), Konservative Studerende (KS) og Det Konservative Folkepartis Kvindeudvalg (DKFK). Disse har repræsentation i partiets styrende organer på de forskellige niveauer, og de vedtager egen politik uafhængigt af moderpartiet.
Partiavisen Politisk Horisont udkommer i magasinform til partiets medlemmer fire gange årligt.

### Medlemsudvikling
De Konservative havde i august 2022 ca. 13.600 medlemmer mod ca. 140.000 i 1967. Faldende medlemstal er en gennemgående tendens i danske partier. Traditionelt har partiet derfor været mere afhængig af frivillig støtte fra erhvervslivet end fra medlemskontingenter, men fra 1987 er den direkte offentlige partistøtte vokset betydeligt.
Historisk har partiet haft en tilknytning til Dansk Arbejdsgiverforening og Dansk Industri. De Konservative henter størsteparten af partiets stemmer fra selvstændige erhvervsdrivende, funktionærer i den private sektor, højere funktionærer i den offentlige sektor og faglærte arbejdere i den private sektor.
Medlemsudvikling 1960–2020
| År   | Medlemmer   |
| ---- | ----------- |
| 1960 | 108.751     |
| 1967 | ca. 140.000 |
| 1974 | 91.382      |
| 1990 | 38.500      |
| 1991 | 35.000      |
| 1992 | 32.000      |
| 1993 | 30.000      |
| 1994 | 27.640      |
| 1995 | 27.675      |
| 1996 | 25.922      |
| 1997 | 25.699      |
| 1998 | 24.105      |
| 1999 | 22.226      |
| 2000 | 21.838      |
| 2001 | 22.274      |

| År   | Medlemmer |
| ---- | --------- |
| 2002 | 21.031    |
| 2003 | 19.901    |
| 2004 | 19.187    |
| 2005 | 19.478    |
| 2006 | 18.035    |
| 2007 | 16.707    |
| 2008 | 15.928    |
| 2009 | 15.545    |
| 2010 | 13.864    |
| 2012 | 12.225    |
| 2016 | 9.400     |
| 2017 | 9.750     |
| 2018 | 10.000+   |
| 2020 | 10.900    |
| 2021 | 12.257    |
| 2022 | 13.600    |

## Historie

### Konservativ samling i 1848
Uddybende artikel: Højre (1848–1866).
Konservative kræfter i Danmark, primært bestående af helstatsmænd og godsejere, forenede sig i partigruppen Højre ved den grundlovgivende forsamling 1848–1849. I årene frem mod 1864 var partiet en ivrig forkæmper for helstatspolitikken, selv om det aldrig var organiseret i nogen partiorganisation, men omkring 1866 gik partiet i realiteten i opløsning.
Ved folketingsvalgene oplevede Højre svigtende tilslutning som følge af, at oppositionen var organiseret i partiorganisationen det Forenede Venstre med vælgerforeninger i valgkredsene. Det konservative flertal i Landstinget bestod alligevel; landets højere indtægtgrupper havde nemlig privilegeret valgret til Landstinget 1866–1915. I 1870'erne fik Højre nyt liv, idet godsejerne og De Nationalliberale gik sammen mod Venstres krav om parlamentarisme, og dette initiativ fik stor opbakning fra borgerskabet i byerne.

### Partiet Højre 1881–1916
Uddybende artikler: Højre (1881), Provisorietiden og Systemskiftet 1901.
Efter folketingsvalget i 1881 havde Folketingets Venstre endnu en gang fået flertal, men til trods for dette, blev den konservative statsminister (konseilspræsident) J.B.S. Estrup igen siddende på posten. Venstre krævede Estrups afgang, men kongen og Landstinget (der udstedte en række midlertidige (provisoriske) love under Provisorietiden) lod ham fortsætte. Omkring 1881 begyndte man at kalde Estrup og regeringens tilhængere for Højre; og samme år gik Nationale Godsejere, De Nationalliberale og Mellempartiet sammen om at danne det nye Højre.
I 1883 blev Højres landsdækkende organisation stiftet. Med sine årlige delegatmøder var Højre mere demokratisk organiseret end Venstre, men partiet var alligevel meget loyalt over for Estrup i hans 19 år lange regeringstid. Estrup var en kompromisløs modstander af almen stemmeret (specielt for kvinder) og modstander af parlamentarismen, og han bliver i dag husket som den politiker, der oftest var fjendtligt indstillet overfor politiske reformer. Han var også svært kontroversiel i sin samtid, og han blev udsat for et mislykket attentat i 1885. Estrup viste imidlertid handlekraft og indførte de første sociallove.
Efter Estrup havde Højre tre statsministre (konseilspræsidenter) på række fra 1894 til 1901: Tage Reedtz-Thott, Hugo Egmont Hørring og Hannibal Sehested. I 1901 måtte Højre, som da havde været ved magten siden 1865, overlade regeringsmagten til Venstre som følge af systemskiftet. Selv om parlamentarismen officielt først blev skrevet ind i grundloven i 1953, var det parlamentariske princip fra 1901 dansk praksis, og fik status som sædvaneret, indtil det blev en del af forfatningen i 1953.

### Det Konservative Folkeparti stiftes i 1916
I 1900 brød De Frikonservative ud fra Højre, som blev anset for at være reaktionært. Den 8. december 1904 blev det, som skulle blive til Højres ungdomsorganisation, Danmarks Konservative Ungdomsforeninger, oprettet uafhængigt af Højre. Senere blev organisationen officielt Højres ungdomsorganisation under navnet Højres Ungdom. Det var i stor grad Højres Ungdom, der igangsatte dannelsen af Det Konservative Folkeparti i 1915.
Højre gik sammen med De Frikonservative og en fløj af det tidligere Moderate Venstre om at danne et bredere, mere moderne konservativt parti med en social profil og appel overfor middelklassen. Man ønskede at distancere sig fra Estrup. Selvom partiet ville være middelklassens talerør og henvendte sig direkte til den voksende tjenestemands- og funktionærgruppe, repræsenterede det fortsat også industrien, erhvervslivet og storbøndernes interesser. Samlede var de dog omkring kampen mod socialismen. Hen mod udgangen af november 1915 var en enighed om sammenlægning blevet opnået, og man forventede at partibetegnelsen ville blive Det konservative Folkeparti.
Den 18. december 1915 blev det indvarslet til Rigsdagen, at man havde stiftet Det Konservative Folkeparti, som da bestod af 8 folketings- og 26 landstingsmedlemmer. Samme dag fremlagde Det Konservative Folkeparti et program på 12 punkter, der blandt andet tog til orde for at indføre beskatning af jordejendom, almen værnepligt, almen stemmeret, retslig ligestilling mellem kønnene og en sociallovgivning baseret på princippet om »hjælp til selvhjælp«. Partiet ønskede også et værn om ejendomsretten, sparsommelighed i de offentlige finanser, en reform af retssystemet, en reduktion af alkoholforbruget og opretholdelse af Folkekirken.
På det stiftende landsmøde den 22. februar 1916 blev partiorganisationen etableret, og proprietær Emil Piper blev valgt til dennes første formand. Piper var en dreven parlamentariker, som havde stået centralt i partidannelsen året før. I 1916 skiftede Højres Ungdom navn til Konservativ Ungdom. Det Konservative Folkeparti stillede op til valg ved folketingsvalget 1918, hvor De Konservative gik markant tilbage i stemmetal og fik 18,3 % af stemmerne. Det nye valgsystem med forholdstalsvalg betød imidlertid, at partiet fik 22 mandater i Folketinget (en stigning på 14) og 16 mandater i Landstinget (en tilbagegang på 10) og blev en magtfaktor i dansk politik.

### Mellemkrigstiden

#### Påskekrisen i 1920
Uddybende artikel: Påskekrisen (1920).
Skelsættende for monarkiets politiske rolle i Danmark blev den parlamentariske krise mellem 29. marts og 4. april 1920, for eftertiden kendt som Påskekrisen. Kong Christian 10. afsatte Carl Theodor Zahle (RV) imod Folketingets vilje, i håb om, at dette skulle fremprovokere et nyvalg, der skulle give et flertal for at indlemme Flensborg i Kongeriget Danmark. Den politiske højrefløj, inklusive Det Konservative Folkeparti, anerkendte ikke den tidligere afholdte folkeafstemning om Slesvig, og øjnede et håb om at den tysktalende befolkning længst mod syd ville søge tilhørsforhold til Danmark i en ny folkeafstemning.
Ved nyvalget til Folketinget i april vandt Venstre, Det Konservative Folkeparti og Erhvervspartiet et jordskredsvalg, hvor de fik over 60 % af stemmerne (20 % til De Konservative). Niels Neergaard (V) overtog posten som statsminister med De Konservatives støtte. På trods af Venstres regeringsdannelse blev Påskekrisen alligevel et stort nederlag for kongen, og monarkiet fik herefter i praksis kun en ceremoniel rolle i dansk politik. Senere på året var der yderligere to nyvalg i juli og september, og De Konservative stabiliserede sig på omkring 18 % af stemmerne.

#### Samarbejde i 1920'- og 1930'erne
Partiet støttede Neergaard frem til Thorvald Staunings (S) overtagelse i 1924. De Konservative samarbejdede også med Stauning, men dette forhold var klart vanskeligere end forholdet til Venstre. Eksempelvis var Socialdemokratiets ønske om at ophæve den private ejendomsret helt uacceptabel for De Konservative. Partiet støttede statsminister Thomas Madsen-Mygdal (V) 1926–1929. Frem imod 2. verdenskrig arbejdede partiet ihærdigt for et troværdigt forsvar af Danmarks neutralitet. Stærkt imod De Konservative vilje blev der imidlertid fortsat foretaget nedskæringer i forsvaret, og i 1929 førte partiets kritik af Venstres forsvarspolitik til et brud og en efterfølgende regeringskrise.
I 1928 blev John Christmas Møller valgt til partiets første politiske leder og Charles Tvede til ny partiformand efter Emil Piper. Denne form for delt lederskab har partiet videreført til dags dato. Christmas Møller skulle komme at sætte sit præg på partiet, og var en central figur i udviklingen af De Konservative til et moderne folkeparti. En stærk social profil, som appellerede til både arbejdere og funktionærer blev gjort tydelig. Ved siden af hvervet som politisk leder og gruppeformand var Christmas Møller også partiformand efter Tvede i perioden 1936-1939.
I 1939 blev De Konservative, Socialdemokratiet og Radikale Venstre enige om en ny grundlov med nedsat stemmeretsalder og afskaffelse af tokammersystemet. Dette kom som følge af, at den socialdemokratiske regering havde flertal i både Folketinget og Landstinget, således at tokammersystemet ikke havde en mindretalsbeskyttelse. Ved en folkeafstemning samme år faldt forslaget imidlertid med en lille margin.

#### Turbulens i Konservativ Ungdom
Konservativ Ungdom havde i mellemkrigstiden op imod 30.000 medlemmer. I begyndelsen af 1930'erne gennemgik organisationen en ideologisk nyorientering, hvor man med udgangspunkt i radikalkonservative tanker styrkede det sociale fokus og kritikken af liberalismen. Store dele af Konservativ Ungdom gav også udtryk for en kritik af parlamentarismen og de kriser, som man mente den havde medført, og de lod sig inspirere af korporativisme etter mønster fra den italienske fascisme.
De øvrige politiske ungdomsorganisationer oplevende også en betydelig radikalisering, og Danmarks Socialdemokratiske Ungdom (DSU) og Danmarks Kommunistiske Ungdom (DKU) blev de første til at indføre uniformering. Snart fulgte dele af Konservativ Ungdom efter med ridetøj, lange støvler, marcherende stormtropper og en opstrakt højrearm som hilsen, dog uden den verbale del kendt fra Tyskland. Nogle gange opstod egentlige sammenstød mellem medlemmer af Konservativ Ungdom, DSU og DKU. I 1933 indførte Folketinget forbud mod politiske uniformer. Da forfølgelsen af jøder i Tyskland blev alment kendt, blev der taget afstand fra nazismen.
Jack G. Westergaard blev valgt som formand i Konservativ Ungdom 1932–1936 og var den fremmeste eksponent for organisationens ideologiske nyorientering. I 1936 lykkedes det John Christmas Møller og Poul Sørensen, begge med demokratiske idealer, at fælde Jack G. Westergaard som formand og indsætte Aksel Møller i hans sted. Møller sikrede, at organisationen holdt sig til en demokratisk, moderat og konservativ linje, og den tidligere ideologiske nyorientering blev udsat for kritik. I tiden frem imod 2. verdenskrig identificerede Konservativ Ungdom nazismen og kommunismen som nationens hovedfjender, og søgte i tale, skrift og agitation at bekæmpe disse bevægelser.

### Anden verdenskrig
Uddybende artikler: Invasionen af Danmark i 1940 og Besættelsen.
Da Tyskland besatte Danmark i 1940, havde De Konservative gerne set en mere aktiv modstand, som kunne have forhindret besættelsen af Norge, og som tydeligere kunne have vist Danmarks modstand mod Adolf Hitler. De Konservative var kritiske overfor P. Munchs (RV) indsats som udenrigsminister og den udenrigs- og sikkerhedspolitik, som havde lidt et så klart nederlag. På statsminister Thorvald Staunings (S) opfordring deltog De Konservative alligevel i samlingsregeringerne 1940–1943. Efter tysk pres trådte John Christmas Møller efter kort tid tilbage som folketingsmedlem og handelsminister. I 1942 tog flygtede han illegalt til England, hvorfra han holdt ivrige radiotaler til Danmark via BBC i London, og blev en slags nationalhelt og et ikon for modstandsbevægelsen.
En del medlemmer af De Konservative, især i partiets yngre rækker, engagerede sig i modstandsbevægelsen. 15 medlemmer af Konservativ Ungdom blev henrettet af tyskerne for deres deltagelse i modstandskampen, og 28 andre døde i tyske koncentrationslejre eller kamp med Gestapo. Konservativ Ungdom opgiver i alt 47 døde.
Ved befrielsen i 1945 blev der dannet en samlingsregering, Regeringen Vilhelm Buhl II. I den havde De Konservative tre ministre; udenrigsminister John Christmas Møller, forsvarsminister Ole Bjørn Kraft og handelsminister Vilhelm Fibiger. Regeringen sad indtil Knud Kristensen (V) kunne danne sin rene Venstre-regering senere på året.

### Borgerlig samling i efterkrigstiden
Spørgsmålet om Sydslesvigs genindlemmelse i Danmark førte til et brud mellem Christmas Møller og partiet i 1947, fordi han var imod en grænseændring. Christmas Møller bidrog derefter til at fælde statsminister Knud Kristensen (V) og stillede op som uafhængig kandidat ved folketingsvalget i 1947; uden at blive valgt. Christmas Møller nåede aldrig at komme med i partiet igen, før han døde af en blodprop i hjertet året efter, 54 år gammel.
Fra 1950 fik partiet vind i sejlene og begyndte at samarbejde med Venstre om at skabe et liberalt, borgerligt alternativ til socialdemokratiske regeringer. Centrale personer i dette arbejde blev brødrene Aksel Møller og Poul Møller. Poul Sørensen skulle havde spillet en så betydelig rolle i organisationen, at han blev kaldt »partiejeren«. I oktober 1950 dannede Venstre og Det Konservative Folkeparti regering ledet af Erik Eriksen. Ole Bjørn Kraft blev udenrigsminister. Det var første gang, de konservative deltog i en regering i fredstid på nær samlingsregeringen lige efter befrielsen i 1945. i 1953 vedtog Danmark den nye grundlov, som indebar kvindelig arvefølge til tronen og afskaffelse af Landstinget. Efter valget i september samme år gik regeringen af som følge af, at Det Radikale Venstre ønskede en regering uden konservativ deltagelse.
Venstre og de konservative fortsatte imidlertid samarbejdet i opposition frem til 1965, og efter en kort afbrydelse blev de Konservative genoptaget i regeringen bestående af Det Konservative Folkeparti, Venstre og Radikale Venstre 1968–1971, ledet af den radikale Hilmar Baunsgaard. I 1968 fik Det Konservative Folkeparti et af sine bedste folketingsvalg, fik sin hidtil største folketingsgruppe med 37 mandater, og blev det største ikke-socialistiske parti i Folketinget. I 1971 tabte regeringen dog det næste folketingsvalg knebent og måtte overlade regeringsmagten til Socialdemokraterne.

### Storhedstid og Schlüter som statsminister
Efter Poul Sørensens død i 1969 blev Det Konservative Folkeparti svækket af en intern magtkamp. Som leder for hver sin fløj stod partiformand Erik Haunstrup Clemmensen og politisk leder Erik Ninn-Hansen. Ved folketingsvalgene i 1973 og 1975 gik partiet tilbage til henholdsvis 9,2 % og 5,5 % af stemmerne, et historisk bundniveau. Foråret i 1974 blev striden afsluttet ved at hovedpersonerne aftalte at forlade deres poster. Poul Schlüter overtog begge embeder og forblev i dem indtil 1993 (med undtagelse af afløsningen som partiformand ved Ib Stetter 1977–1981). Det Konservative Folkeparti var stærke tilhængere af dansk EF-medlemskab i 1973 og blev særlig optaget af den økonomiske krise, som ramte Danmark i 1970'erne.
I 1981 indkasserede de ikke-socialistiske partier opløftende resultater. For Det Konservative Folkepartis vedkommende med 14,5 % af stemmerne og 26 mandater. Poul Schlüter, den første og indtil videre eneste konservative statsminister, dannede regering sammen med Venstre, Centrum-Demokraterne og Kristeligt Folkeparti i 1982, efter at Anker Jørgensen var trådt tilbage som statsminister uden at udskrive nyvalg. I 1984 fik partiet sit hidtil bedste valg med 23,4 % af stemmerne og 42 mandater. Under Schlüters regeringstid blev inflationen bragt under kontrol. De første år var præget af en højkonjunktur, der reducerede ledigheden, men også skabte et rekordstort underskud på betalingsbalancen. Som følge heraf slog regeringen bak og indledte en langvarig finanspolitisk stramning med bl.a. kartoffelkuren. Perioden 1987-93 blev derfor kendt som "de syv magre år". I 1991 blev der dog gennemført en generel sænkning af indkomstskatten. Den økonomiske politik blev præget af mange kompromisser, eftersom Schlüter styrede gennem en næsten sammenhængende parlamentarisk krise. I sin eftertid bliver Schlüter husket for sin pragmatiske orientering, i denne forbindelse også for udtalelsen om, at »ideologi er noget bras.«
Fra 1984 svandt regeringspartiernes tilslutning ved hvert valg, og i 1988 fortsatte Schlüter som statsminister for en regering af Det Konservative Folkeparti, Venstre og Radikale Venstre. Folketingsvalget i 1990 betød, at det Radikale Venstre trak sig ud af regeringen, og Schlüter-regeringen fortsatte derefter som en topartiregering. I 1993 måtte regeringen træde tilbage på grund af rapporten om tamilsagen. Schlüter var den længstsiddende danske statsminister siden Thorvald Stauning. Tidligere justitsminister Erik Ninn-Hansen blev i en rigsretssag i 1995 fundet skyldig i en ulovlig suspendering af familiesammenføringer for tamiler 1987–1989. Den senere konservative justitsminister Hans Peter Clausen og statsminister Schlüter blev kritiseret for at have givet Folketinget vildledende og urigtige oplysninger.

### Lederstrid, regeringsparti og tilbagegang
Efter regeringens afgang valgte Schlüter også at trække sig som politisk leder og partiformand for Det Konservative Folkeparti. Tidligere finansminister Henning Dyremose var på tale som statsministerkandidat i flere dage, før Radikale Venstre gjorde det klart, at de ikke ville støtte en borgerlig regering. Dyremose var politisk leder i nogle måneder før han tabte magtkampen i folketingsgruppen mod gruppeformand Hans Engell samme år.
Engell, generalsekretæren og pressechefen gik under kaldenavnet "de tre kardinaler." Engell ønskede at tage kontrol over partiformandskabet, sådan at Engell og Uffe Ellemann-Jensen kunne regnes som ligeværdige statsministerkandidater for de borgerlige partier. Engell lykkedes ikke med at presse Torben Rechendorff til at trække sig før 1995. Engells topstyring af partiet og promovering af sine tre unge støtter, Lene Espersen, Gitte Seeberg og Henriette Kjær, skabte splittelse i folketingsgruppen. Engell overvejede på daværende tidspunkt at bryde ud og danne sit eget parti med sine støtter, men dette blev dog ikke til noget. I 1995 indgik partiet et opsigtsvækkende forlig med Poul Nyrup Rasmussens regering om finansloven.
I 1997 måtte Engell trække sig efter et trafikuheld forårsaget af spritkørsel, men spillede senere en central rolle i den efterfølgende lederstrid mellem Per Stig Møller og Pia Christmas-Møller. Per Stig Møller, søn af Poul Møller, blev siddende frem til folketingsvalget i 1998, som blev et nederlag for partiet med 8,9 % af stemmerne. De borgerlige partier var ét mandat fra flertal. Møller var senere udenrigsminister og kulturminister i regeringssamarbejdet med Venstre. Pia Christmas-Møller, grandniece af John Christmas Møller, samt Poul Andreassen overtog som henholdsvis politisk leder og partiformand. Lederstriden fortsatte, men Andreassens mission som overgangsfigur blev opfyldt, idet Bendt Bendtsen blev præsenteret som en kompromiskandidat mellem fløjene i 2000.
Under Bendtsen stabiliserede Det Konservative Folkeparti sig på ca. 10 % af stemmerne ved valg. Mellem 2001 og 2011 dannede Venstre og Det Konservative Folkeparti regering under ledelse af først Anders Fogh Rasmussen, senere Lars Løkke Rasmussen. Det Konservative Folkeparti havde et ambivalent forhold til regeringens støtteparti, Dansk Folkeparti. Regeringen gennemførte blandt andet skattelettelser, en forvaltningsreform og strengere restriktioner på indvandring fra lande udenfor EØS-området. Danmark deltog i de militære operationer i Afghanistan og Irak. I en rolig periode kunne Bendtsen træde tilbage til fordel for Lene Espersen i 2008. Espersen gik fra at være populær i pressekredse til at blive omgivet af flere skandaler. Skuffelsen over, at hun ikke magtede at løfte partiets vælgertilslutning, gjorde, at hun til sidst måtte trække sig til fordel for Lars Barfoed ved årsskiftet i 2011. Henriette Kjær forsvandt samtidig fra posterne som gruppeformand og politisk ordfører, noget som banede vejen for Brian Mikkelsen i en fremskudt position.
Ved folketingsvalget i 2011 blev partiets tilslutning halveret til 4,9 % af stemmerne, noget som i stor grad blev årsagen til, at Venstre og Det Konservative Folkeparti tabte regeringsmagten. Efterfølgende lykkedes det Barfoed at øge partiets vælgertilslutning en lille smule, og partiet havde et forholdsvist stærkt valg til Europa-Parlamentet i maj 2014. Efter at have håndplukket sin efterfølger, Søren Pape Poulsen, trak Barfoed sig som politisk leder i august 2014. Poulsen var en populær borgmester i Viborg Kommune, og indtog partiledelsen til trods for, at han ikke var medlem af Folketinget. Poulsen overtog tillige hvervet som partiformand ved et ekstraordinært landsråd i september 2014. Formandsskiftet kunne ikke forhindre, at partiet med 6 mandater ved folketingsvalg 2015 fik den svageste repræsentation i partiets historie. Efter dette valg pegede partiet på Lars Løkke Rasmussen som statsminister, men ønskede ikke selv umiddelbart, med sit beskedne mandattal, at indgå som en del af en ny regering. Knap 1½ år senere havde den politiske situation dog nødvendiggjort en bredere og bedre forankret borgerlig regering, hvorfor Det Konservative Folkeparti og Liberal Alliance fra d. 28. november 2016 indtrådte i en ny borgerlig regering. De Konservative blev repræsenteret med tre ministre i regeringen med Søren Pape Poulsen som justitsminister.
Partiets medlemstal nåede i 2016 sit hidtil laveste niveau, og med knap 9.500 medlemmer, var det første gang i partiets historie De Konservative oplevede at have under 10.000 medlemmer.

### Ny fremgang efter 2016
Efter partiet valgte at indgå i regeringssamarbejdet under ledelse af Løkke Rasmussen har partiet i hovedsagen kunnet notere fremgang i meningsmålingerne.
Ved kommunalvalget i november 2017 udmærkede fremgangen sig ved, at partiet nu igen var landets 3. største kommunale parti i såvel stemmetal, mandattal i de 98 kommunalbestyrelser som i antallet af borgmesterposter.
Ved valget til Europa-Parlamentet i 2019 stillede de konservative med en ny spidskandidat, og selvom partiet måtte notere en tilbagegang i stemmetal i forhold til tidligere valg, lykkedes det dog via valgforbund med andre partier at beholde deres mandat i Europa-Parlamentet.
Efter valget til Folketinget i juni 2019 måtte Det Konservative Folkeparti vige regeringsarbejdet, idet der ved valget havde tegnet sig et flertal for en socialdemokratisk ledet regering. Selve folketingsvalget betød dog en markant fremgang for de konservative, da deres mandattal fordobledes fra 6 til 12 mandater.
I januar 2021 noteredes for første gang siden 1990'erne i et par meningsmålinger, at partiet nu havde den næststørste vælgertilslutning af Folketingets partier.
Også Det Konservative Folkeparti har været ude i et par sager om grænseoverskidende adfærd og i folketingssamlingen efter valget i 2019 har dette således ført til, at folketingsmedlemmerne Orla Østerby og Naser Khader har meldt sig ud af partiet som en følge af anklager om en sådan adfærd. Grundet tilgang af medlemmer til folketingsgruppen fra andre partier, har disse udmeldelser dog ikke ført til et væsentligt ændret antal mandater i folketingsgruppen i denne folketingsperiode (en stigning fra 12 til 13 mandater pr. 21. december 2021).

## Ledere
Oversigten er opdateret til og med 21. april 2024
| Politiske ledere - Emil Piper 1916-1928 - John Christmas Møller 1928–1941 - Ole Bjørn Kraft 1941–1945 - John Christmas Møller 1945–1947 - Ole Bjørn Kraft 1947–1955 - Aksel Møller 1955–1958 - Poul Sørensen 1958–1969 - Poul Møller 1969–1971 - Erik Ninn-Hansen 1971–1974 - Poul Schlüter 1974–1993 - Henning Dyremose 1993 - Hans Engell 1993–1997 - Per Stig Møller 1997–1998 - Pia Christmas-Møller 1998–1999 - Bendt Bendtsen 1999–2008 - Lene Espersen 2008–2011 - Lars Barfoed 2011–2014 - Søren Pape Poulsen 2014–2024 - Mona Juul 2024- |  | Partiformænd - Emil Piper 1916–1928 - Charles Tvede 1928–1932 - John Christmas Møller 1932–1939 - Vilhelm Fibiger 1939–1948 - Halfdan Hendriksen 1948–1957 - Einar Foss 1957–1965 - Knud Thestrup 1965–1972 - Erik Haunstrup Clemmensen 1972–1974 - Poul Schlüter 1974–1977 - Ib Stetter 1977–1981 - Poul Schlüter 1981–1993 - Torben Rechendorff 1993–1995 - Hans Engell 1995–1997 - Per Stig Møller 1997–1998 - Poul Andreassen 1998–1999 - Bendt Bendtsen 1999–2008 - Lene Espersen 2008–2011 - Finn Poulsen 2011–2011 - Lars Barfoed 2011–2014 - Søren Pape Poulsen 2014–2024 - Michael Ziegler 2024 (fungerende) - Mona Juul 2024- |  | Gruppeformænd - Ole Bjørn Kraft 1953–1955 - Aksel Møller 1955–1958 - Poul Sørensen 1958–1969 - Ib Stetter 1969–1971 - Erik Ninn-Hansen 1971–1974 - Poul Schlüter 1974–1982 - Knud Østergaard 1982–1988 - Hans Engell 1988–1989 - Lars P. Gammelgaard 1989–1993 - Hans Engell 1993–1998 - Helge Adam Møller 1998–1999 - Bendt Bendtsen 1999–2001 - Knud Erik Kirkegaard 2001–2005 - Helge Adam Møller 2005–2008 - Lars Barfoed 2008 - Henriette Kjær 2008–2011 - Tom Behnke 2011 - Lars Barfoed 2011–2012 - Brian Mikkelsen 2012–2015 - Søren Pape Poulsen 2015–2016 - Mette Abildgaard 2016–2019 - Mai Mercado 2019–2024 - Mona Juul 2024-d.d. |

## Valghistorik
Folketingsvalg

### Folketingsvalg
| \| Valg \| Formand \| Stemmer \| % \| Mandater \| +/- \| \| ------------------ \| --------------------- \| ------- \| ------ \| -------- \| ------- \| \| 1918 \| Emil Piper \| 167.865 \| 18,3 % \| 22 / 140 \| \| \| 26. april 1920 \| Emil Piper \| 201.499 \| 19,6 % \| 28 / 140 \| 6 \| \| 6. juli 1920 \| Emil Piper \| 180.293 \| 18,8 % \| 26 / 140 \| 2 \| \| 21. september 1920 \| Emil Piper \| 216.733 \| 17,9 % \| 27 / 150 \| 1 \| \| 1924 \| Emil Piper \| 242.955 \| 18,9 % \| 28 / 149 \| 1 \| \| 1926 \| Emil Piper \| 275.793 \| 20,6 % \| 30 / 149 \| 2 \| \| 1929 \| John Christmas Møller \| 233.935 \| 16,5 % \| 24 / 149 \| 6 \| \| 1932 \| John Christmas Møller \| 289.531 \| 18,7 % \| 27 / 149 \| 3 \| \| 1935 \| John Christmas Møller \| 293.393 \| 17,9 % \| 26 / 149 \| 1 \| \| 1939 \| John Christmas Møller \| 301.625 \| 17,7 % \| 26 / 149 \| Uændret \| \| 1943 \| Ole Bjørn Kraft \| 421.523 \| 21,0 % \| 31 / 149 \| 5 \| \| 1945 \| Ole Bjørn Kraft \| 373.688 \| 18,2 % \| 26 / 149 \| 5 \| \| 1947 \| Ole Bjørn Kraft \| 259.185 \| 12,8 % \| 17 / 150 \| 9 \| \| 1950 \| Ole Bjørn Kraft \| 365.236 \| 17,8 % \| 27 / 151 \| 10 \| \| 1953 \| Ole Bjørn Kraft \| 358.509 \| 17,3 % \| 26 / 151 \| 1 \| \| 1953 \| Ole Bjørn Kraft \| 364.960 \| 16,8 % \| 30 / 179 \| 4 \| \| 1957 \| Aksel Møller \| 383.843 \| 16,6 % \| 30 / 179 \| Uændret \| \| 1960 \| Poul Sørensen \| 435.764 \| 17,9 % \| 32 / 179 \| 2 \| \| 1964 \| Poul Sørensen \| 527.798 \| 20,1 % \| 36 / 179 \| 4 \| \| 1966 \| Poul Sørensen \| 522.028 \| 18,7 % \| 34 / 179 \| 2 \| \| 1968 \| Poul Sørensen \| 581.051 \| 20,4 % \| 37 / 179 \| 3 \| \| 1971 \| Poul Møller \| 481.335 \| 16,7 % \| 31 / 179 \| 6 \| \| 1973 \| Erik Ninn-Hansen \| 279.391 \| 9,2 % \| 16 / 179 \| 15 \| \| 1975 \| Poul Schlüter \| 168.164 \| 5,5 % \| 10 / 179 \| 6 \| \| 1977 \| Poul Schlüter \| 263.262 \| 8,5 % \| 15 / 179 \| 5 \| \| 1979 \| Poul Schlüter \| 395.653 \| 12,5 % \| 22 / 179 \| 7 \| \| 1981 \| Poul Schlüter \| 451.478 \| 14,5 % \| 26 / 179 \| 4 \| \| 1984 \| Poul Schlüter \| 788.224 \| 23,4 % \| 42 / 179 \| 16 \| \| 1987 \| Poul Schlüter \| 700.886 \| 20,8 % \| 38 / 179 \| 4 \| \| 1988 \| Poul Schlüter \| 642.048 \| 19,3 % \| 35 / 179 \| 3 \| \| 1990 \| Poul Schlüter \| 517.293 \| 16,0 % \| 30 / 179 \| 5 \| \| 1994 \| Hans Engell \| 499.845 \| 15,0 % \| 27 / 179 \| 3 \| \| 1998 \| Per Stig Møller \| 303.665 \| 8,9 % \| 16 / 179 \| 9 \| \| 2001 \| Bendt Bendtsen \| 312.770 \| 9,1 % \| 16 / 179 \| Uændret \| \| 2005 \| Bendt Bendtsen \| 344.886 \| 10,3 % \| 18 / 179 \| 2 \| \| 2007 \| Bendt Bendtsen \| 359.404 \| 10,4 % \| 18 / 179 \| Uændret \| \| 2011 \| Lars Barfoed \| 174.962 \| 4,9 % \| 8 / 179 \| 10 \| \| 2015 \| Søren Pape Poulsen \| 118.023 \| 3,4 % \| 6 / 179 \| 2 \| \| 2019 \| Søren Pape Poulsen \| 233.349 \| 6,6 % \| 12 / 179 \| 6 \| \| 2022 \| Søren Pape Poulsen \| 194.808 \| 5,5 % \| 10 / 179 \| 2 \| |                       |         |        |          |         |
| Valg | Formand               | Stemmer | %      | Mandater | +/-     |
| 1918 | Emil Piper            | 167.865 | 18,3 % | 22 / 140 |         |
| 26. april 1920 | Emil Piper            | 201.499 | 19,6 % | 28 / 140 | 6       |
| 6. juli 1920 | Emil Piper            | 180.293 | 18,8 % | 26 / 140 | 2       |
| 21. september 1920 | Emil Piper            | 216.733 | 17,9 % | 27 / 150 | 1       |
| 1924 | Emil Piper            | 242.955 | 18,9 % | 28 / 149 | 1       |
| 1926 | Emil Piper            | 275.793 | 20,6 % | 30 / 149 | 2       |
| 1929 | John Christmas Møller | 233.935 | 16,5 % | 24 / 149 | 6       |
| 1932 | John Christmas Møller | 289.531 | 18,7 % | 27 / 149 | 3       |
| 1935 | John Christmas Møller | 293.393 | 17,9 % | 26 / 149 | 1       |
| 1939 | John Christmas Møller | 301.625 | 17,7 % | 26 / 149 | Uændret |
| 1943 | Ole Bjørn Kraft       | 421.523 | 21,0 % | 31 / 149 | 5       |
| 1945 | Ole Bjørn Kraft       | 373.688 | 18,2 % | 26 / 149 | 5       |
| 1947 | Ole Bjørn Kraft       | 259.185 | 12,8 % | 17 / 150 | 9       |
| 1950 | Ole Bjørn Kraft       | 365.236 | 17,8 % | 27 / 151 | 10      |
| 1953 | Ole Bjørn Kraft       | 358.509 | 17,3 % | 26 / 151 | 1       |
| 1953 | Ole Bjørn Kraft       | 364.960 | 16,8 % | 30 / 179 | 4       |
| 1957 | Aksel Møller          | 383.843 | 16,6 % | 30 / 179 | Uændret |
| 1960 | Poul Sørensen         | 435.764 | 17,9 % | 32 / 179 | 2       |
| 1964 | Poul Sørensen         | 527.798 | 20,1 % | 36 / 179 | 4       |
| 1966 | Poul Sørensen         | 522.028 | 18,7 % | 34 / 179 | 2       |
| 1968 | Poul Sørensen         | 581.051 | 20,4 % | 37 / 179 | 3       |
| 1971 | Poul Møller           | 481.335 | 16,7 % | 31 / 179 | 6       |
| 1973 | Erik Ninn-Hansen      | 279.391 | 9,2 %  | 16 / 179 | 15      |
| 1975 | Poul Schlüter         | 168.164 | 5,5 %  | 10 / 179 | 6       |
| 1977 | Poul Schlüter         | 263.262 | 8,5 %  | 15 / 179 | 5       |
| 1979 | Poul Schlüter         | 395.653 | 12,5 % | 22 / 179 | 7       |
| 1981 | Poul Schlüter         | 451.478 | 14,5 % | 26 / 179 | 4       |
| 1984 | Poul Schlüter         | 788.224 | 23,4 % | 42 / 179 | 16      |
| 1987 | Poul Schlüter         | 700.886 | 20,8 % | 38 / 179 | 4       |
| 1988 | Poul Schlüter         | 642.048 | 19,3 % | 35 / 179 | 3       |
| 1990 | Poul Schlüter         | 517.293 | 16,0 % | 30 / 179 | 5       |
| 1994 | Hans Engell           | 499.845 | 15,0 % | 27 / 179 | 3       |
| 1998 | Per Stig Møller       | 303.665 | 8,9 %  | 16 / 179 | 9       |
| 2001 | Bendt Bendtsen        | 312.770 | 9,1 %  | 16 / 179 | Uændret |
| 2005 | Bendt Bendtsen        | 344.886 | 10,3 % | 18 / 179 | 2       |
| 2007 | Bendt Bendtsen        | 359.404 | 10,4 % | 18 / 179 | Uændret |
| 2011 | Lars Barfoed          | 174.962 | 4,9 %  | 8 / 179  | 10      |
| 2015 | Søren Pape Poulsen    | 118.023 | 3,4 %  | 6 / 179  | 2       |
| 2019 | Søren Pape Poulsen    | 233.349 | 6,6 %  | 12 / 179 | 6       |
| 2022 | Søren Pape Poulsen    | 194.808 | 5,5 %  | 10 / 179 | 2       |

### Europaparlamentsvalg
| Valg | Spidskandidat         | Gruppe | Stemmer | %      | Mandater | +/-     |
| ---- | --------------------- | ------ | ------- | ------ | -------- | ------- |
| 1979 | Poul Møller           | ED     | 245.309 | 13,9 % | 2 / 15   | 2       |
| 1984 | Poul Møller           | ED     | 414.177 | 20,6 % | 4 / 15   | 2       |
| 1989 | Marie Jepsen          | ED     | 238.760 | 13,3 % | 2 / 16   | 2       |
| 1994 | Poul Schlüter         | EPP    | 368.890 | 17,7 % | 3 / 16   | 1       |
| 1999 | Christian Rovsing     | EPP    | 166.884 | 8,5 %  | 1 / 16   | 2       |
| 2004 | Gitte Seeberg         | EPP    | 214.972 | 11,3 % | 1 / 14   | Uændret |
| 2009 | Bendt Bendtsen        | EPP    | 297.199 | 12,6 % | 1 / 13   | Uændret |
| 2014 | Bendt Bendtsen        | EPP    | 208.067 | 9,1 %  | 1 / 13   | Uændret |
| 2019 | Pernille Weiss        | EPP    | 170.544 | 6,2 %  | 1 / 14   | Uændret |
| 2024 | Niels Flemming Hansen | EPP    | 216.249 | 8,8 %  | 1 / 15   | Uændret |

### Kommunalvalg
Antal mandater som partiet opnåede ved kommunalvalg i Danmark siden 1966.
| Valg             | Stemmer | %      | Mandater     | +/- |
| ---------------- | ------- | ------ | ------------ | --- |
| 1917             | 82.480  |        | 539 / 10.166 |     |
| 1921-22          | 125.395 |        | 902 / 11.281 | 363 |
| 1925             | 96.846  |        | 626 / 11.329 | 276 |
| 1929             | 91.114  |        | 536 / 11.403 | 90  |
| 1933             | 131.824 |        | 602 / 11.425 | 66  |
| 1937             | 216.960 |        | 622 / 11.371 | 20  |
| 1943             | 285.156 |        | 724 / 10.569 | 102 |
| 1946             | 253.485 |        | 592 / 11.488 | 132 |
| 1950             | 319.364 |        | 647 / 11.499 | 55  |
| 1954             | 286.372 |        | 609 / 11.505 | 36  |
| 1958             | 361.746 |        | 603 / 11.529 | 6   |
| 1962             | 410.542 | 22,8 % | 707 / 11.414 | 104 |
| 1966             | 487.476 | 20,5 % | 842 / 10.005 | 135 |
| Kommunalreformen |         |        |              |     |
| 1970             | 480.710 | 19,0 % | 650 / 4.677  | 192 |
| 1974             | 271.274 | 12,4 % | 439 / 4.735  | 211 |
| 1978             | 361.893 | 14,4 % | 508 / 4.759  | 69  |
| 1981             | 458.980 | 13,6 % | 640 / 4.769  | 132 |
| 1985             | 515.092 | 19,0 % | 824 / 4.773  | 184 |
| 1989             | 389.743 | 14,6 % | 602 / 4.737  | 222 |
| 1993             | 369.551 | 13,0 % | 493 / 4.703  | 112 |
| 1997             | 350.022 | 12,3 % | 481 / 4.685  | 12  |
| 2001             | 391.111 | 11,3 % | 444 / 4.647  | 37  |
| Strukturreformen |         |        |              |     |
| 2005             | 295.596 | 10,3 % | 257 / 2.522  | 187 |
| 2009             | 306.187 | 11,0 % | 262 / 2.468  | 5   |
| 2013             | 266.417 | 8,5 %  | 205 / 2.444  | 57  |
| 2017             | 279.041 | 8,8 %  | 225 / 2.432  | 20  |
| 2021             | 470.697 | 15,2 % | 403 / 2.436  | 178 |

### Amts- og regionsrådsvalg
| Valg             | Stemmer | %      | Mandater | +/-     |
| ---------------- | ------- | ------ | -------- | ------- |
| 1935             |         |        | 42 / 299 |         |
| 1943             | 114.924 |        | 38 / 299 | 4       |
| 1946             | 115.179 |        | 31 / 299 | 3       |
| 1950             | 144.828 |        | 37 / 299 | 6       |
| 1954             | 149.616 | 15,6 % | 36 / 299 | 1       |
| 1958             | 191.853 | 17,3 % | 39 / 303 | 3       |
| 1962             | 239.179 | 20,6 % | 47 / 301 | 8       |
| 1966             | 303.524 | 23,8 % | 59 / 303 | 12      |
| Kommunalreformen |         |        |          |         |
| 1970             | 399.590 | 20,4 % | 72 / 366 | 13      |
| 1974             | 225.703 | 12,4 % | 45 / 370 | 27      |
| 1978             | 308.219 | 13,9 % | 52 / 370 | 7       |
| 1981             | 391.724 | 16,4 % | 60 / 370 | 8       |
| 1985             | 470.391 | 19,9 % | 77 / 374 | 17      |
| 1989             | 333.058 | 14,3 % | 53 / 374 | 24      |
| 1993             | 311.536 | 12,5 % | 44 / 374 | 9       |
| 1997             | 284.908 | 11,8 % | 39 / 374 | 5       |
| 2001             | 314.757 | 10,4 % | 35 / 374 | 4       |
| Strukturreformen |         |        |          |         |
| 2005             | 284.573 | 10,2 % | 20 / 205 | 15      |
| 2009             | 270.131 | 10,1 % | 20 / 205 | Uændret |
| 2013             | 214.099 | 7,2 %  | 15 / 205 | 5       |
| 2017             | 212.010 | 6,9 %  | 15 / 205 | Uændret |
| 2021             | 423.723 | 14,1 % | 31 / 205 | 16      |

## Folketingsmedlemmer
Efter folketingsvalget 2022 fik partiet 10 mandater indvalgt i Folketinget:
- Søren Pape Poulsen (Partiformand 2015-2024, valgt i Vestjyllands Storkreds. Folketingsmedlem siden 2015 – afgik ved døden 2. marts 2024.)
- Mai Mercado (Valgt i Fyns Storkreds. Folketingsmedlem siden 2011.)
- Mette Abildgaard (Politisk ordfører, valgt i Nordsjællands Storkreds. Folketingsmedlem siden 2015.)
- Rasmus Jarlov (Gruppenæstformand, valgt i Københavns Omegns Storkreds. Folketingsmedlem siden 2015.)
- Brigitte Klintskov Jerkel (Valgt i Sjællands Storkreds. Folketingsmedlem siden 2018.)
- Niels Flemming Hansen (Valgt i Sydjyllands Storkreds. Folketingsmedlem siden 2019 – udtrådt pr. 25. juni 2024 som følge af valg til Europa-parlamentet.)
- Mona Juul (Partiformand, valgt i Østjyllands Storkreds. Folketingsmedlem siden 2019.)
- Per Larsen (Valgt i Nordjyllands Storkreds. Folketingsmedlem siden 2019.)
- Lise Bertelsen (Valgt i Vestjyllands Storkreds. Folketingsmedlem siden 2022.)
- Helle Bonnesen (Valgt i Københavns Storkreds. Folketingsmedlem siden 2022.)
  - Som følge af Søren Pape Poulsens død, indtråde Dina Raabjerg som suppleant.
  - Som følge af Niels Flemming Hansens valg til Europa-Parlamentet, indtrådte Frederik Bloch Münster som suppleant.

## Ordførerskaber
Pr. 13. marts 2024 fordeler partiets ordførerskaber i Folketinget sig på følgende måde:
- Mona Juul
  - Udenrigspolitisk Nævn-ordfører (forventeligt)
  - Gruppeformand
  - Klimaordfører
- Mette Abildgaard
  - Politisk ordfører
  - Familieordfører
  - Miljøordfører
  - Ældreordfører
- Lise Bertelsen
  - Forskningsordfører
  - Kommunalordfører
  - Psykiatriordfører
  - Uddannelsesordfører
  - Undervisningsordfører
- Helle Bonnesen
  - Erhvervsordfører
  - Forbrugerordfører
  - Kirkeordfører
  - Kulturordfører
  - Medieordfører
  - Menneskerettighedsordfører
  - Turismeordfører
  - Udenrigsordfører
  - Udviklingsordfører
- Tina Cartey Hansen (stedfortræder for Rasmus Jarlov)
  - Finansordfører
  - Færøerneordfører
  - Grønlandsordfører
  - Skatteordfører
- Niels Flemming Hansen
  - EU-ordfører
  - Europaordfører
  - Landdistriks- og øordfører
  - Transportordfører
- Brigitte Klintskov Jerkel
  - Børneordfører
  - Handicapordfører
  - Indfødsretsordfører
  - Integrationsordfører
  - Ordfører vedr. nordisk samarbejde
  - Socialordfører
  - Udlændingeordfører
- Per Larsen
  - Boligordfører
  - Dyrevelfærdsordfører
  - Fiskeriordfører
  - Forebyggelsesordfører
  - Fødevarerordfører
  - Landbrugsordfører
  - Sundhedsordfører
- Mai Mercado
  - Digitaliseringsordfører
  - Forsvarsordfører
  - Grundlovsordfører
  - Idrætsordfører
  - It-ordfører
  - Ligestillingsordfører
  - Retsordfører
- Dina Raabjerg
  - Energiordfører
  - Forsyningsordfører
  - Beskæftigelsesordfører

## Borgmestre fra Det Konservative Folkeparti
Efter kommunalvalget 2021 fik partiet 14 borgmesterposter:
- Jacob Trøst (Bornholm)
- Kenneth Gøtterup (Dragør)
- Lars Storgaard (Favrskov)
- Michael Fenger (Gentofte)
- Benedikte Kiær (Helsingør)
- Michael Ziegler (Høje-Taastrup)
- Morten Slotved (Hørsholm)
- Knud Erik Langhoff (Kolding)
- Sofia Osmani (Lyngby-Taarbæk)
- Ann Sofie Orth (Rudersdal)
- Gert Jørgensen (Sorø)
- Henrik Rasmussen (Vallensbæk)
- Frank Schmidt-Hansen (Vejen)
- Jan Riber Jakobsen (Aabenraa)

## Økonomi
I valgåret 2019 havde Det Konservative Folkeparti indtægter for 14 mio. kr. og udgifter for 30 mio. kr., hvoraf de 20 mio. kr. blev angivet at gå til udgifter i forbindelse med folketings- og Europaparlamentsvalgene det år. Af indtægterne kom 1½ mio. kr. fra medlemskontingenter, 4 mio. kr. var offentlig partistøtte, og 7 mio. kr. var bidrag fra organisationer og virksomheder. Partiet modtog bidrag på over 20.900 kr. (grænsen for oplysningspligtige beløb) fra i alt 12 bidragydere, heriblandt:
- A.P. Møller - Mærsk
- C-Business
- Chr. Augustinus Fabrikker
- Dansk Arbejdsgiverforening
- Dansk Erhverv
- Dansk Industri
- Danske Rederier
- Fonden af 28. maj 1948
- Foss A/S
- L&F Erhvervspolitiske Valgfond

### Politisk erhvervsklub
Pengeklubben C-Business formidler penge fra erhvervslivet til Det Konservative Folkeparti. Den politiske erhvervsklub blev dannet i 2005. Erhvervsklubben havde i 2016 over 70 medlemmer.